# Rhododendron tintinnabellum
Rhododendron tintinnabellum är en ljungväxtart som beskrevs av Danet. Rhododendron tintinnabellum ingår i släktet rododendron, och familjen ljungväxter. Inga underarter finns listade i Catalogue of Life.